# Emilio Morenatti
Emilio Morenatti (Zaragoza, 1969) es un fotógrafo español criado en Jerez de la Frontera (España), donde su padre era policía nacional.

## Especialidad
Fotoperiodismo, cubriendo temas como desastres naturales, guerras y noticias de actualidad.
En 2006 fue secuestrado en la ciudad de Gaza.
El 12 de agosto de 2009 sufrió un atentado mientras viajaba con fuerzas militares estadounidenses por Kandahar (Afganistán). A consecuencia de la explosión se le amputó un pie.

## Galardones
- Premio Pulitzer en Breaking News 2023.
- Premio Mingote (2022).[4]
- Premio de Periodismo Ciudad de Málaga 2022, a la trayectoria profesional, otorgado por la Asociación de la Prensa de Málaga.[5]
- Premio Pulitzer en Feature Photography 2021.
- Premio Solidarios (2015) de la ONCE.[6]
- Premio Agustín Merello de la asociación de la prensa de Cádiz (2012)
- Premio Ortega y Gasset de Periodismo Gráfico (2013).[7]
- Una fotografía suya de la huelga del 29 de marzo de 2012 en Barcelona fue galardonada con el tercer premio de la categoría de hechos contemporáneos en el World Press Photo.
- Fotoperiodista del año (2010) por la Asociación Nacional de Fotógrafos de Prensa.
- Premio FotoPress (2009) otorgado por la por La Obra Social La Caixa.[8] Su trabajo muestra quince mujeres con el rostro desfigurado por ataques con ácido en Pakistán.[9]
- Mención de honor en los World Press Photo (2007).

## Controversia por el uso de teleobjetivo para retratar supuestas multitudes
Durante la pandemia de 2020, varias fotos de Morenatti fueron muy compartidas por las redes sociales y los grupos de WhatsApp y desataron controversia por el uso de teleobjetivo, supuestamente con la intención de manipular la información y dar a entender que en los sitios fotografiados las personas estaban más juntas de lo que estaban en realidad. Varios medios se hicieron eco de la controversia y entrevistaron al fotógrafo, que afirmó que su intención no era manipular y dio explicaciones como «Usé un teleobjetivo de 70-200 milímetros, y la fotografía tiene esa perspectiva porque era la única manera de sacarlo todo»  y «¿Tiene tele? Sí ¿Le quita validez? Evidentemente no». Morenatti ya había dado lugar a controversias parecidas por fotos tomadas con teleobjetivo en desfiles reales y manifestaciones nacionalistas